# Впусти солнце
«Впусти солнце» (фр. Un beau soleil intérieur) — французская кинодрама 2017 года, поставленная режиссёром Клер Дени по произведению «Фрагменты речи влюблённого» (1977) Ролана Барта с Жюльетт Бинош и Ксавье Бовуа в главных ролях. Лента была отобрана для участия в Двухнедельнике режиссёров на 70-й Каннском международном кинофестивале (2017).

## Сюжет
50-летняя художница Изабель, чей брак распался, практически не видится с дочкой, а бывший муж постоянно и безуспешно пытается восстановить их отношения. Изабель буквально осаждают мужчины, чаще всего женатые. Один из них — высокомерный банкир, который живёт с тягой к книгам и искусству, но не собирается бросать жену ради несчастной любовницы. Другой — театральный актёр, страдающий алкоголизмом; его неуверенность в отношениях разрушает всю ту огромную симпатию, которую Изабель испытывает к нему. Однако женщина всё равно не оставляет попыток найти настоящую любовь, пусть даже для этого и придётся обратиться к экстрасенсу.

## В ролях

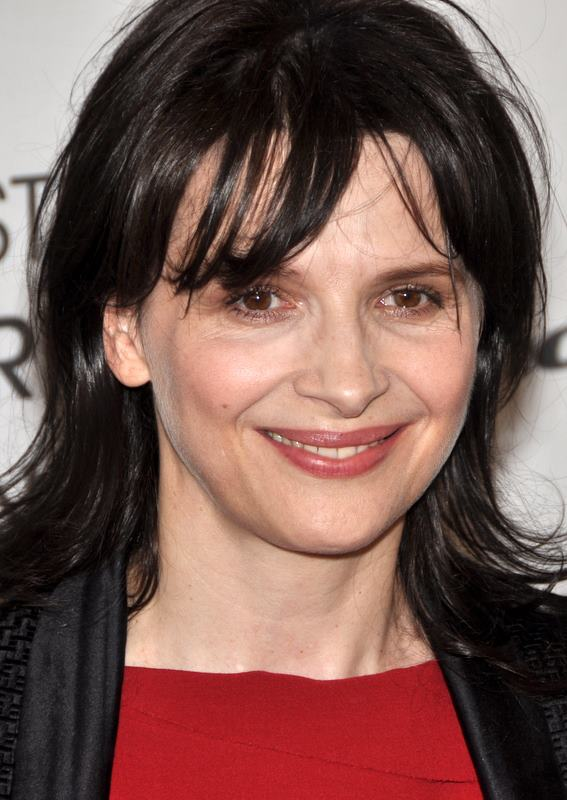
Жюльет Бинош, исполнительница главной роли.

| Актёр                 | Роль             |
| --------------------- | ---------------- |
| Жюльет Бинош          | Изабель          |
| Ксавье Бовуа          | Винсент          |
| Филипп Катерин        | Матьё            |
| Жозиан Баласко        | Максим           |
| Брюно Подалидес       | Фабрис           |
| Жерар Депардьё        | экстрасенс       |
| Николя Дювошель       | актёр            |
| Валерия Бруни-Тедески | жена экстрасенса |